# DataStax
DataStax, Inc. es una empresa editora de programas informáticos, con sede en Santa Clara. Es la base de datos de empresas como Netflix, eBay y Adobe. 
La compañía distribuye y soporta una versión para empresas de Apache Cassandra™, un proyecto de código abierto de Apache. Cassandra es un sistema de gestión de bases de datos NoSQL que ofrece escalabilidad, disponibilidad, tolerancia a fallos y soporte para CQL, que la compañía asegura "se aproxima a un subconjunto" del lenguaje SQL. Los empleados de DataStax contribuyen al proyecto de código abierto de Cassandra; también contribuyen empleados de Facebook, LinkedIn, Twitter y nScaled. El modelo de negocio de DataStax se centra en la venta de una versión de Cassandra para empresas, integrada con herramientas y características adicionales como análisis, búsquedas, seguridad, monitorización visual y gestión, y funcionalidad en memoria.

## Historia
Los dos fundadores de la compañía, Jonathan Ellis y Matt Pfeil, trabajaron en Rackspace. Abandonaron Rackspace en el ano 2010 para fundar DataStax (nombre original: Riptano). Para mediados del 2013 la compañía había captado más de 84 millones de dólares en financiación de compañías de capital riesgo, y penetraron en Europa. DataStax informa de que tienen 400 clientes en 43 países y que el 25% de las compañías de Fortune 100 utilizan Apache Cassandra. Entre sus clientes están Netfix, eBay, Adobe, Intuit, Allied Payment Networks y Healthcare Anytime.

## Productos y servicios
DataStax ofrece dos productos principales: DataStax Enterprise y DataStax OpsCenter. 
DataStax Enterprise es la versión certificada de Cassandra preparada para entornos de producción intensiva. Integra servicios y herramientas de gestión con Cassandra, y utiliza tecnología de otros proyectos Apache, como el Hadoop, además de permitir búsquedas utilizando Solr.
La solución OpsCenter ofrece a los trabajadores de la base de datos (arquitectos, administradores, desarrolladores, etc.) un panel que les permite supervisar y gestionar sus clusters de bases de datos. Con DataStax OpsCenter es possible gestionar complejas cargas de trabajo así que reparar y relanzar clusters. También emite alertas y tiene un función de análisis.
DataStax aprovisiona a los administradores con instrumentos gratuitos como DevCenter que se permite crear consultas en CQL utilizando Apache Cassandra.  

## En el mundo
Al principio de 2011 las ocho personas que formaban el equipo original de DataStax se instalaron en unas oficinas en San Mateo, California. Unos tres años más tarde, el rápido crecimiento de la compañía hizo que los 650 metros cuadrados de oficinas se quedasen pequeños para acomodar al cada vez mayor número de empleados. En marzo de 2014 la compañía trasladó su sede desde las oficinas de San Mateo a un espacio de oficinas de 3.300 metros cuadrados, cinco veces mayor que la sede original. La compañía tiene oficinas regionales en Austin, Texas, y una oficina establecida en el oeste de Londres, Reino Unido, que da servicio a Europa, Oriente Medio y África. 

## Clientes
Entre los clientes que utilizan Apache Cassandra están:  
- Netflix: La información sobre el estado de los vídeos, las recomendaciones y actividades de los usuarios se almacenan en Cassandra
- Spotify: Los datos sobre listas de reproducción, emisoras y soporte de notificaciones se ejecutan en Cassandra
- Allied Payments: Este servicio de pago de facturas en línea almacena sus datos en DataStax Enterprise
- Amara Health Analytics: Gestiona los datos recogidos a través de los sistemas de monitorización de pacientes y el análisis de esos datos con DataStax

## Enterprise
- Ooyala: Soporte para análisis de vídeo en línea con Apache Cassandra
- eBay: Almacenamiento de datos entre múltiples clusters de Cassandra para detectar el fraude y trabajar con datos de series temporales